# Mathias Beytler
Mathias Beytler, auch Mathias Beutler oder Mathias Beitler (* um 1550 vermutlich in Augsburg; † nach 1615) war ein Goldschmied und Kupferstecher in Ansbach, der ab 1582 kleinformatige Stichfolgen und Ornamentstiche veröffentlichte.

## Leben

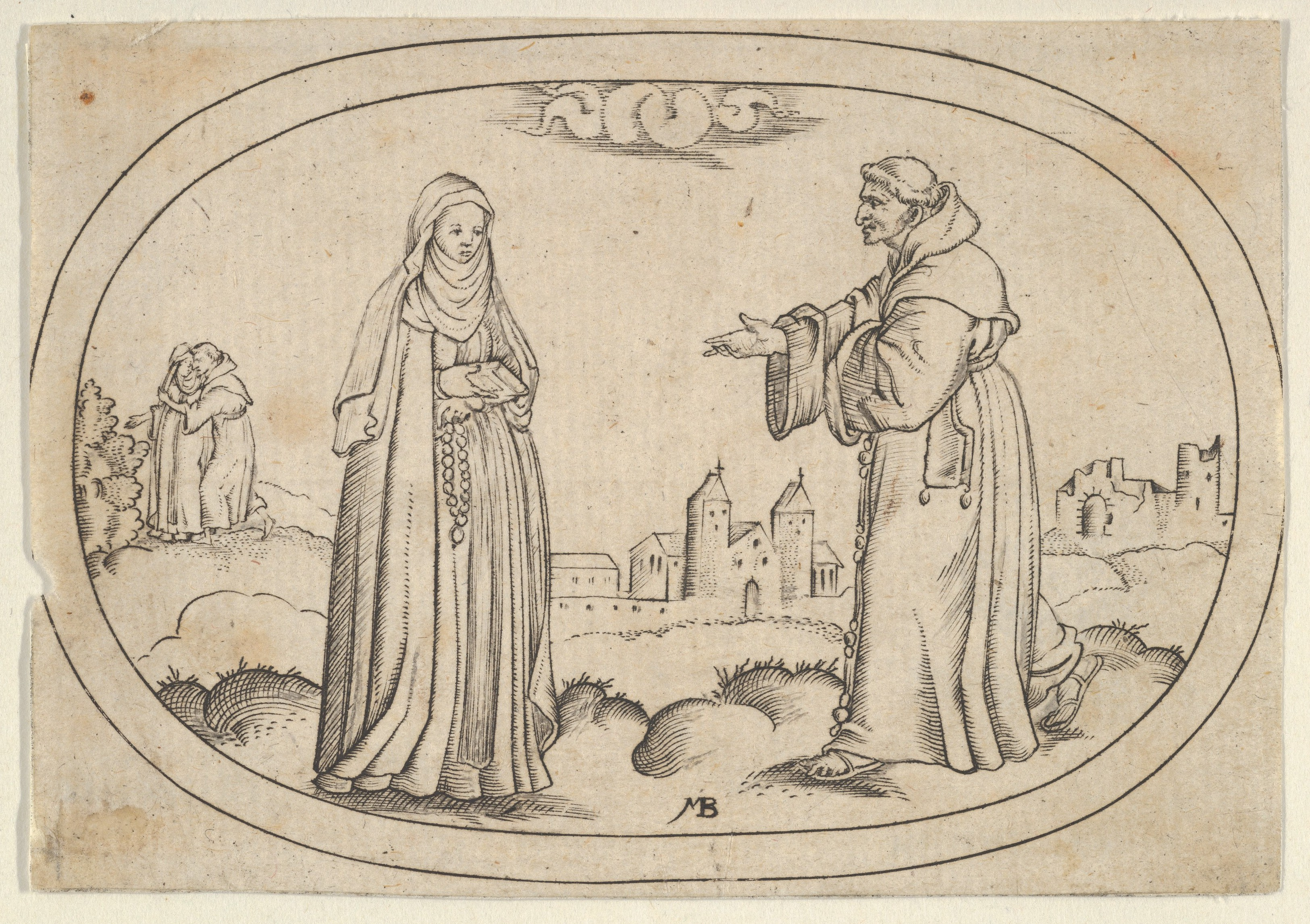
Mathias Beytler: Nonne und Mönch ..., um 1610

Die Lebensumstände von Mathias Beytler sind weitgehend unbekannt. Nach Friedrich Müller wurde er um 1550 in Augsburg geboren. 1582 erschienen unter seinem Namen drei kleinformatige Stichfolgen, das Bossenbüchlein, das Thierbüchlein und das Rosenbüchlein beim Goldschmied Steffan Hermann in Ansbach. Von 1601 bis 1606 lebte auf der Kleinseite in Prag als Untermieter des Hofgoldschmieds Herzig van Bein im Haus zum Roten Löwen am Hollweg. 1614 bezeichnete er sich als Hartschier (Leibgardist) in Prag. Rudolf II. versah in Prag Künstler wiederholt mit Funktionsstellen am Hof. Ab 1612 stach Beytler mehrere kleinformatige schwarzfigurige Blätter mit Grottesken und Wappendarstellungen. Letztmals wird er 1616 in Ansbach erwähnt. Mehrere Nachstiche der Auflagen sind bekannt. Die ab 1612 entstandenen Schwarzornamente und Grottesken zeichnen sich durch ihren Einfalls- und Detailreichtum aus. Die Blätter tragen zumeist Beytlers Signatur MB.

## Werke
- Bossenbüchlein 1582, bei Steffan Herman in Onolzbach (Ansbach), 12 Blätter
- Thierbüchlein 1582, bei Steffan Herman in Onolzbach (Ansbach), 10 Blätter (Digitalisat)
- Rosenbüchlein 1582, bei Steffan Herman in Onolzbach (Ansbach), 11 Blätter
- Schwarzfigurige Grottesken, 1614, I(hres) R(ömischen) K(aisers) M(ajestät) R(udolf) II Hartschier Mathias Beitler
- Schwarzfigurige Grottesken, 1616, bei Andreas Gentzsch, Augsburg,  10 Blätter